# Floribundaria thuidioides
Floribundaria thuidioides là một loài Rêu trong họ Meteoriaceae. Loài này được M. Fleisch. miêu tả khoa học đầu tiên năm 1908.